# ザ・フォーモスト
ザ・フォーモスト (英語: The Fourmost) は、イギリスのロックバンド。ビートルズのプロデューサー、ジョージ・マーティンがプロデュース、ブライアン・エプスタインがマネージャー。ロックンロールを主体としたビート・ポップと、コーラスワークで人気を出す。

## 来歴
1957年にブライアン・オハラが親友と共にツー・ジェイズを結成。1959年にフォー・ジェイズと名を変えた。1961年、ビートルズがキャヴァーン・クラブにて演奏する3週間前に、フォー・ジェイズも演奏しており、その時にビリー・ハットンが加入。程なくして、マイク・ミルワードが加入し、1962年にデイヴ・ラヴレディーが加わり、グループもザ・フォーモストに改名した。1963年6月30日、グループはEMIと契約を結び、ブライアン・エプスタインが彼らのマネージャーとなった。その後ジョージ・マーティンのオーディションを経て、パーロフォンとの契約を締結した。
バンドの初期2作のシングル曲は、ジョン・レノンによって書かれた楽曲で、そのうち「ハロー・リトル・ガール」は、1963年11月15日に発売され、全英シングルチャートで9位を獲得。続く2作目のシングル『アイム・イン・ラヴ』も17位を獲得し、ヒットを連発した。これらのシングルはアメリカでも発売され、ビートルズが活動初期に書いた楽曲として注目されたが、いずれもシングルチャートにチャートインすることはなかった。
1964年に3作目のシングル『ア・リトル・ラヴィング』を発売。表題曲はラス・アルキストによって書かれた楽曲で、シングル盤は6位を獲得し、フォーモストの大ヒット曲となった。しかし、以降に発売されたシングルは、いずれも全英シングルチャートで上位20位以内に入ることはなかった。
1966年、グループの中心メンバーでもあったミルワードが白血病により死去。ミルワードの後任にジョージ・ペッカムが加入。同年8月にビートルズの楽曲「ヒア・ゼア・アンド・エヴリホエア」、11月にジョージ・フォームビーの楽曲「マギーおばさんの救済」をカバーした。
1968年にCBSレコードよりシングル『アップルズ、ピーチズ、パンプキン・パイ』（ジェイ&ザ・テクニークスのカバー曲）、『ロゼッタ』を立て続けに発売。以降、レコーディングは行われず、ギャバレーでのライブ活動を行なった。しかし、1969年にレコーディング・スタジオの運営に携わるためにジョージ・ペッカムが脱退。後任としてジョーイ・バウアーが加入した。
1980年にハットン、ラヴレディ、バウアーが脱退。以降、オハラは新しいメンバーを迎えてザ・フォーモストの活動を続けていたが、1999年に自殺。
2005年にコンピレーション・アルバム『The Best of The Fourmost』が発売された。同作には「アイ・ラヴ・ユー・トゥー」のステレオ・ミックスの他、ハットン作の未発表曲4曲が含まれている。
2017年にハットンが死去。
2018年に59日に及ぶ劇場ツアー『The Sensational 60s Experience』を敢行。

## オリジナル・メンバー
| 名前                                         | プロフィール                                                                      | 担当                  |
| -------------------------------------------- | --------------------------------------------------------------------------------- | --------------------- |
| ブライアン・オハラ （英語: Brian O'Hara)     | 1941年3月12日 - 1999年6月27日（58歳没） イングランド マージーサイド州リヴァプール | ボーカル リードギター |
| マイク・ミルワード （英語: Mike Millward）   | 1942年5月9日 - 1966年3月7日（23歳没） イングランド チェシャーブロンバラ           | リズムギター ボーカル |
| ビリー・ハットン （英語: Billy Hatton）      | 1941年6月9日 - 2017年9月19日（76歳没） イングランド マージーサイド州リヴァプール  | ベース ボーカル       |
| デイヴ・ラヴレディー （英語: Dave Lovelady） | 1942年10月16日（82歳） イングランド マージーサイド州リヴァプール                  | ドラムス ボーカル     |

## ディスコグラフィ

### シングル
| 発売年 | タイトル                                 | 最高位 | 最高位 | 最高位 |
| 発売年 | タイトル                                 | UK     | AU     | US     |
| ------ | ---------------------------------------- | ------ | ------ | ------ |
| 1963   | ハロー・リトル・ガール                   | 9      | ―      | ―      |
| 1963   | アイム・イン・ラヴ                       | 17     | ―      | ―      |
| 1964   | ア・リトル・ラヴィング                   | 6      | 98     | ―      |
| 1964   | イフ・ユー・クライ （アメリカ限定発売）  | ―      | ―      | ―      |
| 1964   | ハウ・キャン・アイ・テル・ハー           | 33     | ―      | ―      |
| 1964   | ベイビー・アイ・ニード・ユア・ラヴィング | 24     | 63     | ―      |
| 1965   | エヴリシング・イン・ザ・ガーデン         | ―      | ―      | ―      |
| 1965   | ガールズ・ガールズ・ガールズ             | 33     | 21     | ―      |
| 1966   | ヒア・ゼア・アンド・エヴリホエア         | ―      | ―      | ―      |
| 1966   | アンティ・マギーズ・レメディ             | ―      | 43     | ―      |
| 1968   | アップルズ、ピーチズ、パンプキン・パイ   | ―      | ―      | ―      |
| 1968   | ロゼッタ                                 | ―      | ―      | ―      |
| 1969   | イージー・スクイージー                   | ―      | ―      | ―      |

### アルバム
| タイトル                         | 原題               | 発売日     |
| -------------------------------- | ------------------ | ---------- |
| ファースト・アンド・フォアモスト | First and Fourmost | 1965年11月 |
| ザ・フォーモスト                 | The Fourmost       | 1975年     |